# Luciano Vincenzoni
Luciano Vincenzoni, né à Trévise le 7 mars 1926 et mort le 22 septembre 2013 à Rome,, est un scénariste Italien. Il a écrit environ 65 films de 1954 à 2000.

## Biographie
Après ses études de droit à Rome et Padoue, Luciano Vincenzoni commence à écrire pour le cinéma. Son premier film est Hanno rubato un tram, une comédie en noir et blanc, réalisée en 1954. Il continue avec Le Disque rouge (Il ferroviere) de Pietro Germi en 1956, d'après un sujet d'Alfredo Giannetti, mais une dispute avec Pietro Germi interrompt leur collaboration.
Il rentre dans le bureau de Dino De Laurentiis sans rendez-vous et réussit à lui vendre en une seule fois plusieurs sujets, ce dernier le prenant en exclusivité comme scénariste pour quatre ans. Trois de ces sujets seront réalisés immédiatement, devenant les films Le Bossu de Rome (Il gobbo), Le Meilleur Ennemi (I due nemici) et La Grande Guerre (La grande guerra), un film tragi-comique qui raconte la vie dans les tranchées pendant la Première Guerre mondiale.
Parmi les nombreux scénarios écrits cette année, l'un d'entre eux sera représenté au théâtre, Sacco e Vanzetti, d'après l'affaire du même nom, Vincenzoni l'adaptant avec l'aide de Mino Roli. Parmi les interprètes, on compte Gian Maria Volontè. Cette pièce doit également devenir un film, mais les rapports avec De Laurentiis s'interrompent et le projet ne se fera pas.
Luciano Vincenzoni vit dix-sept ans à Hollywood quand il travaille avec Dino De Laurentiis.
Une fois la collaboration avec De Laurentiis terminée, Luciano Vincenzoni retrouve le maître Pietro Germi, qui a interrompu depuis peu ses rapports avec Alfredo Giannetti. Ils recommencent à travailler ensemble et créent la société RPA. Ils produisent le film Séduite et Abandonnée (Sedotta e abbandonata) avec l'aide de Franco Cristaldi. Immédiatement après, avec l'aide de Robert Haggiag (en) et de United Artists, ils créent le film Ces messieurs dames (Signore & signori). À nouveau, une dispute mais fin aux rapports avec Germi, et Vincenzoni se retire de la RPA.
Il poursuit sa carrière avec Sergio Leone qui le cherche pour écrire le film Et pour quelques dollars de plus (Per qualche dollaro in più, 1965). Ensemble, ils feront aussi Le Bon, la Brute et le Truand (Il buono, il brutto, il cattivo, 1966) et Il était une fois la révolution (Giù la testa, 1971) : ces films apporteront aux deux renommée internationale et aisance matérielle. Ce sont les rapports étroits avec les dirigeants des studios, comme Lopert ou les frères Picker, qui permirent à Luciano Vincenzoni de vendre Et pour quelques dollars de plus à United Artists.
Ilya Lopert, directeur de United Artists en Europe lui demande à cette époque de réaliser un western, dans le cadre de la vague de succès du « western spaghetti ». Vincenzoni décline l'offre, mais supervise quand même la réalisation du film La mort était au rendez-vous (Da uomo a uomo) réalisé par Giulio Petroni. Les rapports avec Giulio Petroni ne sont pas idylliques. Iliya Lopert voulait lancer l'acteur John Phillip Law grâce à ce film. Le film connaît un grand succès aux États-Unis, mais Law n'arrivera jamais au type de succès espéré par les dirigeants de United Artists.
En 1986, il écrit Le Contrat (Raw Deal), dans lequel joue Arnold Schwarzenegger. Le sujet original est de Luciano Vincenzoni et de Sergio Donati, mais il est assez différent de la version finale modifiée par le scénariste Gary DeVore (en).
En 2000, il écrit Malèna de Giuseppe Tornatore.

## Prix et récompenses
Luciano Vincenzoni a remporté deux rubans d'agent du meilleur scénario pour Séduite et Abandonnée et pour Ces messieurs-dames.
En 1996, il a reçu le Prix Flaiano pour l'ensemble de sa carrière.
Il est membre émérite de la Writers Guild of America.

## Filmographie partielle
- 1951 : Incantesimo tragico (it) (en tant que producteur)
- 1954 : Hanno rubato un tram de Aldo Fabrizi
- 1956 : Charlot et Fatty font la bombe de Charlie Chaplin (I girovaghi)
- 1956 : Le Disque rouge de Pietro Germi (Il ferroviere)
- 1957 : Il cocco di mamma de Mauro Morassi
- 1958 : Amour et Ennuis (Amore e guai) d'Angelo Dorigo
- 1958 : Les Italiens sont fous de Duilio Coletti et Luis María Delgado (Gli italiani sono matti)
- 1959 : Les Noces vénitiennes de Alberto Cavalcanti (La prima notte)
- 1959 : La Grande Guerre de Mario Monicelli (La grande guerra)
- 1959 : Les Loups dans l'abîme (Lupi nell'abisso) de Silvio Amadio
- 1960 : Le Bossu de Rome de Carlo Lizzani (Il gobbo)
- 1960 : La Loi de l'homme de Camillo Mastrocinque (È arrivata la parigina)
- 1960 : Chacun son alibi (Crimen) de Mario Camerini
- 1961 : La Révolte des mercenaires de Piero Costa (La rivolta dei mercenari)
- 1961 : En pleine bagarre de Giorgio Bianchi (Mani in alto)
- 1961 : Les Horaces et les Curiaces de Ferdinando Baldi et Terence Young (Orazi e Curiazi)
- |1961 : Les Guérilleros (I Briganti italiani) de Mario Camerini
- 1962 : La cuccagna de Luciano Salce
- 1962 : Le Meilleur Ennemi de Guy Hamilton
- 1962 : Copacabana Palace de Steno
- 1964 : Séduite et Abandonnée (Sedotta e abbandonata) de Pietro Germi
- 1964 : La Vie aigre de Carlo Lizzani (La vita agra)
- 1965 : Ces messieurs dames de Pietro Germi (Signore & signori)
- 1965 : Et pour quelques dollars de plus de Sergio Leone (Per qualche dollaro in più)
- 1966 : Le Bon, la Brute et le Truand de Sergio Leone (Il buono, il brutto, il cattivo)
- 1967 : La mort était au rendez-vous de Giulio Petroni (Da uomo a uomo)
- 1967 : Peyrol le boucanier de Terence Young (L'avventuriero)
- 1968 : El mercenario de Sergio Corbucci (Il mercenario)
- 1969 : Un coin tranquille à la campagne de Elio Petri (Un tranquillo posto di campagna)
- 1971 : Devil's Crude de Tommaso Dazzi
- 1971 : Moi, la femme de Dino Risi (Noi donne siamo fatte così)
- 1971 : Scandale à Rome (Roma bene) de Carlo Lizzani
- 1971 : Il était une fois la révolution de Sergio Leone (Giù la testa)
- 1972 : La Vengeance du Sicilien de Carlo Lizzani (Torino nera)
- 1973 : Hercule contre Karaté de Antonio Margheriti (Schiaffoni e karate)
- 1973 : Ming, ragazzi! de Antonio Margheriti
- 1973 : Liberté, mon amour ! de Mauro Bolognini (Libera, amore mio…)
- 1973 : Les Amazones (Le guerriere dal seno nudo) de Terence Young
- 1973 : L'emigrante de Pasquale Festa Campanile
- 1973 : L'Homme aux nerfs d'acier (Dio, sei proprio un padreterno!) de Michele Lupo
- 1973 : Les Enfants de chœur (Gli eroi)
- 1973 : Un flic hors-la-loi de Steno (Piedone lo sbirro)
- 1974 : La poliziotta de Steno
- 1974 : Verdict de André Cayatte (L'accusa è: violenza carnale e omicidio)
- 1974 : Les Durs de Duccio Tessari (Uomini duri)
- 1974 : Deux Grandes Gueules de Sergio Corbucci (Il bestione)
- 1975 : La Baby-Sitter de René Clément (Baby Sitter - Un maledetto pasticcio)
- 1975 : Cipolla Colt de Enzo G. Castellari
- 1976 : Le Patron et l'Ouvrier (Il padrone e l'operaio) de Steno
- 1976 : L'Italia s'è rotta de Steno
- 1976 : Bruciati da cocente passione de Giorgio Capitani
- 1977 : Black Journal de Mauro Bolognini (Gran bollito)
- 1977 : Orca de Michael Anderson
- 1980 : Tony, l'altra faccia della Torino violenta de Carlo Ausino
- 1982 : Il paramedico (it) de Sergio Nasca
- 1982 : Bonnie e Clyde all'italiana de Steno
- 1983 : Le Choix des seigneurs (I paladini - Storia d'armi e d'amori) de Giacomo Battiato
- 1983 : Il conte Tacchia de Sergio Corbucci
- 1984 : A tu per tu de Sergio Corbucci
- 1985 : Amazonia : La Jungle blanche (Inferno in diretta) de Ruggero Deodato
- 1985 : Casablanca, Casablanca de Francesco Nuti
- 1985 : Les Super-flics de Miami de Bruno Corbucci (Miami supercops - I poliziotti dell'ottava strada)
- 1986 : Le Contrat de John Irvin (Raw Deal)
- 1989 : Blowing Hot and Cold de Marc Gracie
- 1989 : Rouge Venise de Étienne Périer
- 1990 : Un milione di miliardi (it) (mini-série télévisée)
- 1991 : Safari de Roger Vadim (téléfilm)
- 1992 : La Loi du désert (Beyond Justice) de Duccio Tessari
- 1992 : Once Upon a Crime... d'Eugene Levy
- 1997 : L'uomo dal sigaro in bocca de Mario Sesti (interprète son propre rôle)
- 1998 : Ritornare a volare de Ruggero Miti (télévision)
- 2000 : Malèna de Giuseppe Tornatore
- 2008 : Il falso bugiardo de Claudio Costa (interprète son propre rôle)